# Urban (inicjatywa)
program Urban - (ang. Community initiative concerning urban areas - Urban) - program Inicjatywa Wspólnotowa Dotycząca Obszarów Miejskich wspólnotowy program z zakresu polityki społecznej i strukturalnej, którego nazwa pochodzi od angielskiego słowa Urban - miejski. Zainicjowany został rozporządzeniem Komisji Europejskiej na lata 1994–1999. Dzięki programowi możliwe było wspieranie rozwoju ekonomicznego oraz socjalnego miast przez uruchomienie środków finansowych. Program finansował też renowację infrastruktury i wyposażenia miejskiego, ochronę środowiska naturalnego, badania nad rozwiązaniem określonych problemów urbanistycznych, pomoc dla małych i średnich przedsiębiorców oraz podnoszenie bezpieczeństwa w miastach poprzez wspieranie współudziału mieszkańców w systemie bezpieczeństwa osiedli miejskich, a także wspieranie życia kulturalnego, sportu i rekreacji w miastach. Istotnym elementem programu było tworzenie centrów rozwoju urbanistycznego i ekonomicznego oraz biur konsultantów a także nowych miejsc pracy w miastach.
Sukces programu Urban skłonił Komisję Europejską do uruchomienia w latach 2000–2006 drugiej edycji pod nazwą Urban II. Druga edycja adresowana była do obszarów miejskich dotkniętych problemami strukturalnymi, liczących przynajmniej 20 tysięcy mieszkańców, a jej celem było wspieranie innowacyjnych strategii rozwoju społeczno-ekonomicznego i wdrażanie metod służących do sprawdzania jej rezultatów w praktyce. Środki finansowe pochodziły z Europejskiego Funduszu Rozwoju Regionalnego.